# Лапош (комуна)
Лапош (рум. Lapoș) — комуна у повіті Прахова в Румунії. До складу комуни входять такі села (дані про населення за 2002 рік):
- Глод (124 особи)
- Лапош (854 особи)
- Лепошел (419 осіб)
- П'єтрічика (30 осіб)

Комуна розташована на відстані 83 км на північ від Бухареста, 38 км на північний схід від Плоєшті, 129 км на захід від Галаца, 84 км на південний схід від Брашова.

## Населення
За даними перепису населення 2002 року у комуні проживали 1427 осіб, усі — румуни. Усі жителі комуни рідною мовою назвали румунську. За віросповіданням усі жителі комуни — православні.